# 1,4-二𫫇烷合二氯化锗
1,4-二𫫇烷合二氯化锗是一种配位化合物，化学式为GeCl
2(C
4H
8O
2)，其中C
4H
8O
2为1,4-二𫫇烷。它是白色固体，在合成中可用作二价锗的来源。

## 合成与结构
它可由四氯化锗在二𫫇烷中通过三丁基氢化锡还原制得：
GeCl
4  +  2 Bu
3SnH  +  C
4H
8O
2   →   GeCl
2(O
2C
4H
8)  +  2 Bu
3SnCl  +  H
2
其它氢硅烷也可用作这一反应的还原剂。
它具有链状聚合结构，锗采用SF4构型，顺式Cl配体（∠Cl-Ge-Cl = 94.4°）和轴向的桥联二𫫇烷的氧与之配位。Ge-O键和Ge-Cl键的键长分别为2.40 Å、2.277 Å。